# Przybajkale

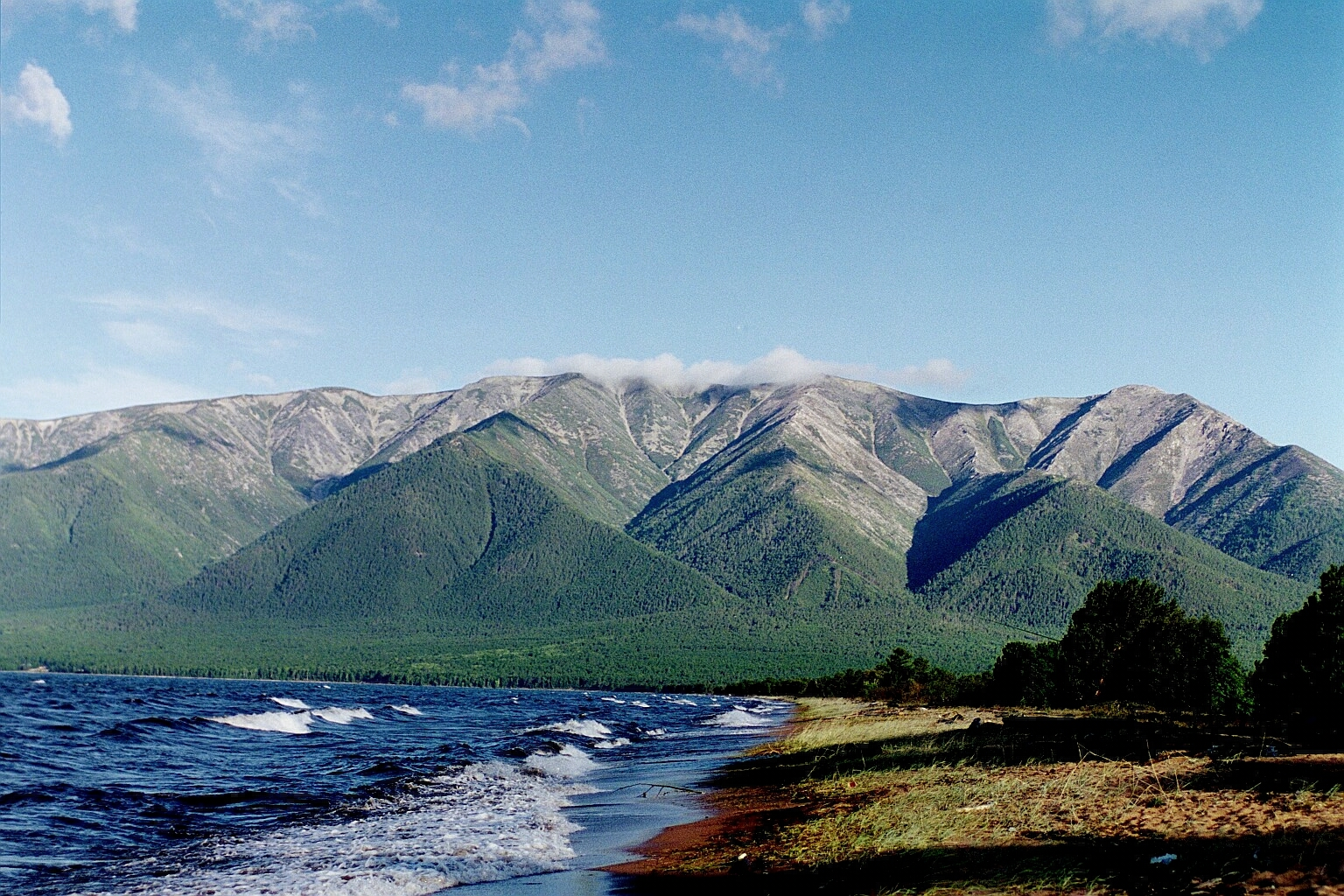
Góry nad Bajkałem w okolicach półwyspu Święty Nos

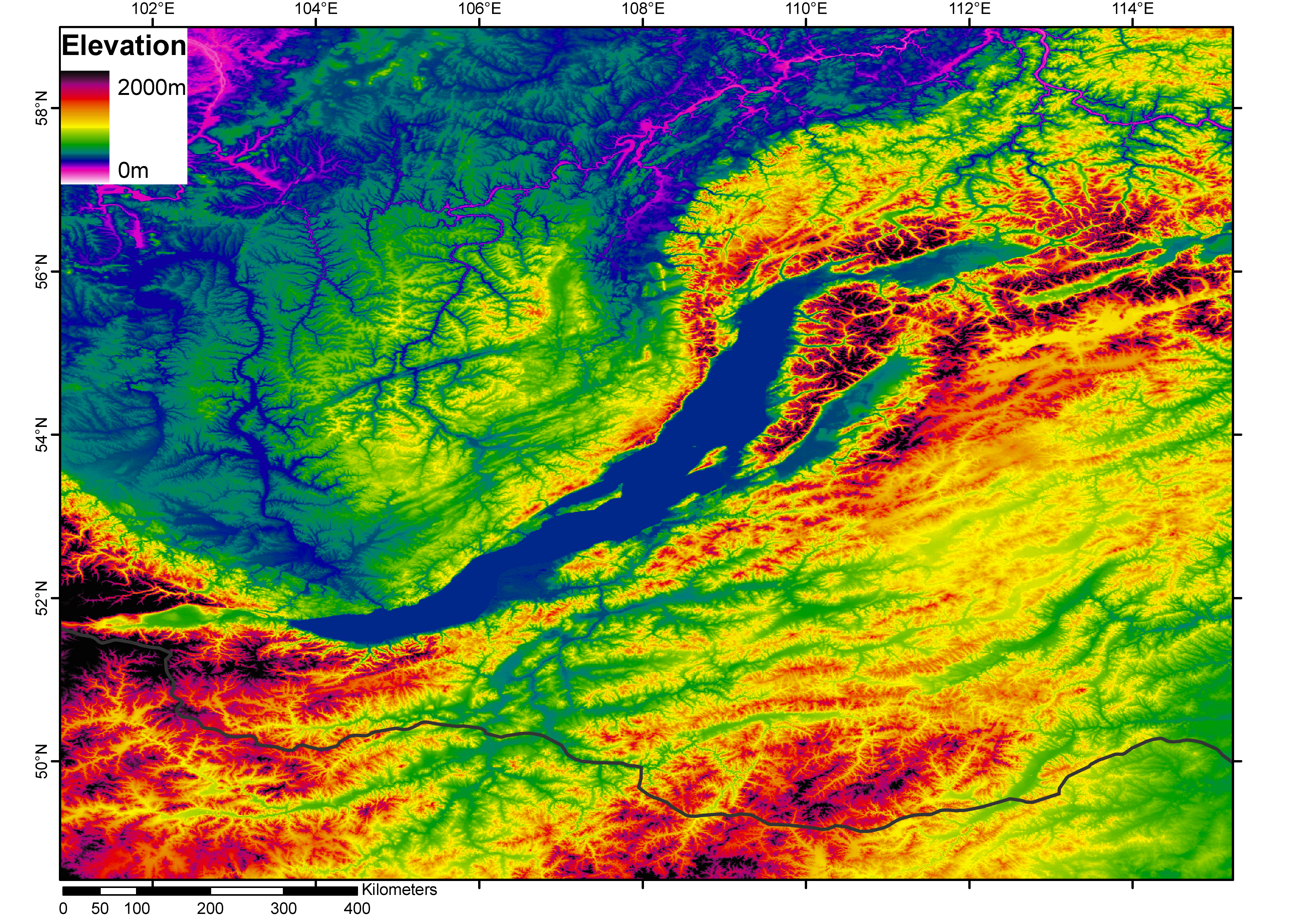
Obszary górskie Przybajkala zaznaczone są kolorem czerwonym

Przybajkale – obszar górski  azjatyckiej części Rosji. Obejmuje region Gór Bajkalskich (2572 m) położonych wzdłuż północno-zachodniego brzegu Bajkału, przechodzących w Góry Przymorskie (1728 m) ciągnący się wzdłuż zachodnich brzegów jeziora. Na północ od półwyspu Święty Nos ciągną się wzdłuż wschodniego brzegu Góry Barguzińskie (2840 m), oddzielone rzeką Barguzin od Gór Ikackich (2612 m). Za doliną rzeki Turka leży pasmo gór Ułan Burgasy (2033 m), a na południowo-wschodnim brzegu Bajkału góry Chamar-Daban (2371 m).

## Budowa geologiczna
Zaliczane do bajkalidów pasma górskie, to stare góry fałdowe wypiętrzone w przełomie proterozoiku i paleozoiku (orogeneza bajkalska). Ostatecznie ukształtowane zostały w połowie trzeciorzędu, w czasie intensywnych ruchów tektonicznych. Obszar jest nadal aktywny sejsmicznie, kotlina Bajkału zapada się, a okoliczne pasma górskie wydźwigają się. W wyższych partiach masywów liczne ślady ostatniego zlodowacenia w postaci karów, dolin wyżłobionych przez lodowce i licznych moren.
Wśród skał dominują archaiczne łupki krystaliczne, proterozoiczne gnejsy i piaskowce oraz paleozoiczne zlepieńce. Jedynie w Chamar-Daban występują wapienie.

## Klimat
W kotlinie Bajkału klimat jest znacznie bardziej łagodny niż na górskich grzbietach i poza nimi. Nad jeziorem roczne temperatury wahają się od -15 do 20 °C, a poza kotliną od -45 do 35 °C. Na powierzchnię jeziora spada zaledwie 300 mm opadów rocznie, w górach ponad 1000. Śnieg leży w górach średnio 250 dni w ciągu roku. Najbardziej surowe warunki panują w Chamar-Daban.

## Przyroda
Góry porasta iglasta tajga, gdzie dominuje modrzew dauryjski (Larix dahurica), świerk i limby (Pinus cembra ssp. sibirica). Lasy liściaste występują w dolinach rzek (brzoza, osika), w wyższych partiach gór karłowata sosna, a w partiach szczytowych tundra.
Największym ssakiem jest niedźwiedź brunatny (Ursus arctos), najcenniejszym soból, żyją tu ponadto borsuk, gronostaj, łasica i rosomak. W Górach Barguzińskich w rezerwacie przyrody chroniony jest rzadki czarny sobol barguziński. W jeziorze żyje kilkaset endemitów m.in. foka bajkalska (Phoca sibirica), omul, gołomianka (Comephorus baicalensis).

## Turystyka i transport
Centralnym punktem wypadowym jest miasto Irkuck, po Bajkale pływają statki turystyczne odwiedzające kilka portów. Na północ prowadzi bajkalsko-amurska magistrala kolejowa, na zachód magistrala transsyberyjska. Nadbajkalskie miasteczka i osady mają połączenia autobusowe.